# Senza titolo (Luca Carboni)
Senza titolo prodotto da Mauro Malavasi che cura gli arrangiamenti. è il quindicesimo album del cantautore italiano Luca Carboni, pubblicato il 13 settembre 2011.
L'album viene pubblicato in 2 formati: CD e 33 giri.

## Il disco
Formato da 10 brani inediti più una Bonus track disponibile su iTunes, l'album arriva a cinque anni di distanza dal disco inedito ...le band si sciolgono.
viene anticipato il 17 giugno 2011 dal singolo Fare le valigie e il 9 settembre dal singolo Cazzo che bello l'amore. Il terzo singolo estratto è Riccione-Alexander Platz, il quarto Per tutto il tempo.
Tra le tracce presenti, Senza strade, con protagonisti un padre e un figlio di fronte al mare, rivolti verso il futuro, come sulla copertina dell'album; Riccione-Alexander Platz che parla delle evoluzioni con cui si trova a fare i conti la generazione cresciuta negli anni '80; Madre, dedicata alla madre che non c'è più; Provincia d'Italià che parla dell'Italia molto chiusa e spaventata di fronte ai cambiamenti; Non finisce mica il mondo che afferma la necessità di cercare nuove strade; infine la Bonus track Il fiume, la prima canzone scritta a 14 anni per la sua band di allora, i TeobaldiRock.
Nella copertina dell'album compaiono di spalle Luca Carboni insieme al figlio dodicenne Samuele. È una rappresentazione del viaggio della vita e delle sue trasformazioni, sia interiori che esterne
In seguito all'album parte le tournée Senza titolo Tour 2011-2012.

## Tracce
1. Non finisce mica il mondo – 3:54 (testo e musica: Luca Carboni)
2. Provincia d'Italia – 4:05 (testo e musica: Luca Carboni)
3. Fare le valigie – 4:07 (testo e musica: Luca Carboni)
4. Per tutto il tempo – 3:38 (testo e musica: Luca Carboni)
5. Cazzo che bello l'amore – 3:32 (testo e musica: Luca Carboni e Ivan Menga)
6. Senza strade – 3:56 (testo e musica: Luca Carboni)
7. Riccione-Alexander Platz – 4:18 (testo: Luca Carboni – musica: Ignazio Orlando)
8. Liberi di andare – 4:07 (testo e musica: Luca Carboni)
9. Una lacrima – 4:31 (testo e musica: Luca Carboni)
10. Madre – 5:09 (testo e musica: Luca Carboni)

Tracce bonus nell'edizione digitale
1. Il fiume (iTtunes Bonus track) – 3:50 (testo e musica: Luca Carboni)

## Registrazione
- Fonoprint, Bologna: missaggio, registrazione, masterizzazione.
- Kaneepa Studio, Milano: masterizzazione.
- Nautilus Studio, Milano: masterizzazione.

## Formazione
- Luca Carboni – voce, pianoforte, tastiera, chitarra elettrica
- Mauro Malavasi – pianoforte, tastiera, percussioni, cori, programmazione, arrangiamento
- Vince Pastano – chitarra elettrica, chitarra acustica
- Ignazio Orlando – basso
- Antonello Giorgi – batteria, percussioni
- Enrico Capalbo – chitarra elettrica in Cazzo che bello l'amore
- Lele Melotti – batteria (in Provincia d'Italia e Una lacrima)
- Susanna Torres – cori (in Non finisce mica il mondo)
- Orchestra Corale arrangiata e diretta da Mauro Malavasi
- Orchestra d'archi arrangiata e diretta da Mauro Malavasi

Produzione
- Mauro Malavasi – produzione, missaggio, mastering

## Promozione
Singoli
| Singolo                  | Data di uscita   |
| ------------------------ | ---------------- |
| Fare le valigie          | 17 giugno 2011   |
| Cazzo che bello l'amore  | 9 settembre 2011 |
| Riccione-Alexander Platz | 25 novembre 2011 |
| Per tutto il tempo       | 20 gennaio 2012  |

Videoclip
| Titolo                  | Regista              | Data di pubblicazione | Sito Internet     |
| ----------------------- | -------------------- | --------------------- | ----------------- |
| Fare le valigie         | Leandro Manuel Emede | 17 giugno 2011        | Luca Carboni VEVO |
| Cazzo che bello l'amore | Michele Lugaresi     | 9 settembre 2011      | Luca Carboni VEVO |
| Per tutto il tempo      | Giuseppe La Spada    | 9 febbraio 2012       | TGcom24           |

## Classifiche

### Posizioni massime
| Classifica (2011) | Posizione |
| ----------------- | --------- |
| Italia            | 4         |